# Франсуа Фійон
Франсуа́ Шарль Арма́н Фійо́н (фр. François Charles Armand Fillon; нар. 4 березня 1954, Ле Ман, Сарта) — прем'єр-міністр Франції (17 травня 2007 — 15 травня 2012). Був міністром праці в уряді прем'єр-міністра П'єра Рафарена з 2002 до 2004 рр. Пізніше, з 2004 до 2005 рр. був міністром освіти. Рафарен є членом партії Союз за Народний Рух, де головував президент Франції Ніколя Саркозі. Вважає Крим «історично російським».

## Біографія
Народився в департамент Сарта на північному заході країни. Його родина мала довгі корені в регіоні. Його батько був адвокатом, а мати Анна Фійон — відома у Франції історикиня. Він також має молодших братів Домініка та П'єра. Домінік став відомим піаністом. Дружина Франсуа Фійона — до шлюбу Пенелопі Кларк родом з Уельсу, також з родини адвоката. Її молодша сестра Джейн одружилася з молодшим братом Шарля, П'єром. У Шарля й Пенелопі п'ятеро дітей: Марі, Шарль, Антуан, Едуар і Арно. Родина мешкає в селищі Сабль-сюр-Сарта в замку, який вони придбали 1993 року.

## Освіта
- 1972 — ступінь бакалавра філософії.
- 1976 — ступінь магістра з юрисприденції.
- 1977 — аспірантура з юрисприденції.

## Політичне життя
- 1976–1977 — помічник депутата парламента від Сарта.
- 1977–1978 — перший помічник міністра транспорту.
- 1980 — перший помічник міністра оборони.
- 1981 — перший помічник міністра промисловості.
- 1981–1986 — член міської ради Сабль-сюр-Сарта. Заступник мера.
- 1983–2001 — мер Сабле-сюр-Сарта.
- 1981–1998 — член ради кантону Сабль-сюр-Сарта.
- 1992–1998 — президент ради кантону.
- 1998 — член ради регіону Пеї-де-ла-Луар.
- 1998–2004 — голова ради регіону Пеї-де-ла-Луар.
- 2001—2014 — член міської ради Солему.

## Міністерські призначення
- 1993–1995 — міністр з питань вищої освіти та наукових досліджень.
- Травень — листопад 1995 — міністр зв'язку та інформаційних технологій.
- Травень 2002 — березень 2004 — міністр соціального забезпечення та праці.
- Березень 2004 — червень 2005 — міністр освіти, вищої освіти та наукових досліджень.
- 17 травня 2007 — призначений президентом Ніколя Саркозі на посаду прем'єр-міністра країни.

## Скандали

### Стосунки з Путіним
Перебуваючи на посаді прем'єр-міністра Франції, Франсуа Фійон використовував службове становище для організації за гроші зустрічі ліванського мільярдера Фуада Махзумі з президентом РФ Путіним і гендиректором нафтової компанії Total Патріком Пуянне (Patrick Pouyanné). Обидві зустрічі відбулися в Санкт-Петербурзі в рамках Петербурзького міжнародного економічного форуму в червні 2015 року. Франсуа Фійон виступив у ролі посередника, який має близькі відносини з Путіним. З цю угоду від одержав від Фуада Махзумі платню у розмірі $50 тис.

### Ув'язнення
29 червня 2020 року Суд Парижу засудив Фійона до 5 років тюремного ув'язнення, з яких умовно — три, у справі про використання службових коштів на оплату праці дружини та дітей, які начебто були помічниками, однак насправді ніколи не працювали. Дружину Пенелопу визнали співучасницею та засудили до трьох років в'язниці умовно, кожного з подружжя зобов'язали сплатити $375 тис., а Фійону заборонили балотуватись на виборні посади впродовж 10 років.

### «Зарубежнефть»
Увійшов до складу членів правління нафтової компанії «Зарубежнефть», що перебуває під контролем російської влади. Згідно з документами, опублікованими на російському сайті, підконтрольному «Інтерфаксу», входить до складу правління компанії з 28 червня 2021.